# Crooked Still
Crooked Still är en amerikansk folkmusikgrupp bildad i Boston, Massachusetts 2001. 

## Medlemmar
Senaste medlemmar
- Aoife O'Donovan – sång
- Gregory Liszt – banjo
- Brittany Haas – violin
- Tristan Clarridge (cello)
- Corey DiMario – kontrabas[1]

Tidigare medlemmar
- Rushad Eggleston – cello, kazoo, gitarr

## Diskografi

### Studioalbum
- Hop High (2005, Footprint Records[4])
- Shaken by a Low Sound (2006, Signature Sounds Recordings)
- Still Crooked (2008, Signature Sounds Recordings)
- Some Strange Country (2010, Signature Sounds Recordings)
- Friends of Fall (2011, Signature Sounds Recordings)

### Livealbum
- Crooked Still Live (2009, Signature Sounds Recordings)